# チャン・ピルスン
チャン・ピルスン（장필순、張弼順、1963年5月22日 - ）は、韓国のポピュラー音楽歌手でシンガーソングライターであ-る。
序文女子高等学校とソウル芸術大学を卒業した。1982年に大学連合創作音楽サークル「ヘッピッチョン（햇빛촌、陽光の村）」 1期に参加したし1983年に「ヘッピッチョン」で会ったキム・ソンヒと「ソリドゥウル（소리둘）」を結成して本格的な音楽人生を始めた。 1989年に初単独アルバム《オヌセ（어느새、いつのまにか）》が成功しながら名前を知らせ始めた。現在まで「チョ・ドンジン（조동진）社団'の一員としてたゆまぬアルバム吹入と公演活動をしているし「オヌセ（いつのまにか）」、「ハル（하루、一日）」、「ナウィウェロウムイノルブルテ（나의 외로움이 널 부를 때、私のさびしさが君を呼ぶ時）」、「スンガンごとに（순간마다、瞬間ごとに）」、「トンチャン（동창、同窓）」などの曲たちを発表して主にギターとフォーク音楽を基本にする韓国女性フォーク音楽の代表だと言える。現在は済州島に居住している。
1997年にラジオ大阪が選んだ「9月の韓国歌手」に選ばれて5集全曲と彼女のプロフィールが紹介された。2007年京郷新聞とガスムネットワーク（가슴네트워크）が選定した'韓国大衆音楽100台明攀」にチャン・ピルスンの5集 《私のさびしさが君を呼ぶ時》(1997）と6集《Soony6》(2002）がそれぞれ15位と62位に選定された。